# Хог-дог родео
Хог-дог родео (англ. Hog-dog rodeo або англ. hog-dogging) — подія для глядачів, яка імітує полювання на дикого кабана з собаками. Для цього потрібні спеціально навчені та вирощені «свинячі собаки», які використовуються для того, щоб забити, а іноді й зловити свиню чи кабана. Однак у деяких випадках, як, наприклад, Випробування кабанячих собак дядька Ерла, поряд зі змаганнями кабанячих собак, у минулому проводилися змагання собак-ловців. У цих змаганнях спеціально виведені і оснащені собаки ловили і тримали свиню за вуха, перш ніж тварини швидко розлучалися людиною, яка прив'язувала свиню.

## Типова гра
Під час типового поєдинку свиню випускають у загороду, а за нею йдуть одна або дві собаки, які намагаються контролювати або підкорити її за допомогою гавкоту: гавкають і протистоять свині, доки вона не зупиниться. Найчастіше використовуються собаки породи катахула та чорноротий хорт або спеціально виведені суміші. Судді цих змагань віднімають бали за неправильну поведінку, наприклад, за укус свині або відсутність гавкоту, і нараховують бали за правильну поведінку, наприклад, за наближення до передньої частини свині та підтримання постійного зорового контакту з нею.

## Події відлову собак
Ці основні події лайки іноді доповнювалися змаганнями з лову, де «собаки-ловці» кусали й тримали свиней за вуха, щоб зберегти контроль, а потім людина піднімала свиню за задні ноги, поверталася на бік і прив'язувала свиню. Захід вимірювався, і перемагав найшвидший час. Собаки були оснащені кевларовою бронею для грудей і шиї.

## Комісії, ставки та призи
Глядачі, як правило, платять за вхід. На деяких змаганнях глядачі роблять ставки на те, який собака покаже найкращий час. Власники собак платять вступний внесок, який може бути розділений між власниками собак-переможців і оператором родео. В інших випадках собаки-переможці отримують сертифікат, а грошові призи не передбачені.

## Погоня за поросятами
У деяких родео з свинячими собаками для дітей є погоня за поросятами. Дике порося з намордником випускають у зону, наповнену дітьми, які намагаються зловити порося. Дитина, якій вдасться зловити порося, виграє приз.

## Фон
Хог-дог родео розвинулося з тренування та полювання спеціалізованих собак, що полюють на кабанів. Популяції диких кабанів можуть підтримуватися і навіть збільшуватися, щоб забезпечити достатню кількість тварин для полювання (але тільки на невеликих ізольованих ранчо в деяких частинах Техасу, де з тих чи інших причин кабани не процвітають у великій кількості). Рекреаційне полювання переважно організовується від випадку до випадку, тоді як ефективні операції з боротьби зі шкідниками добре продумані і сплановані. Полювання часто є дорогим, трудомістким і малоефективним. Інструменти, які використовують мисливці-любителі: рушниці, луки і ножі — неефективні, оскільки вони використовуються як перевірка майстерності і компетентності, а не для знищення. Для порівняння, дослідження рекреаційного полювання на свиней за шестирічний період (2006—2012 рр.) в Австралії показало, що було вбито трохи більше 11 000 свиней, тоді як під час широкомасштабної операції, проведеної владою, було вбито майже 10 000 свиней всього за 3 тижні. Контроль над популяцією диких свиней є важливим, оскільки дикі свині не є місцевим видом, вони домінують і руйнують середовище, від якого залежать всі інші види.
Як правило, мисливець з однією або двома собаками кидає або заганяє свиню в кут, а собака-ловець ловить (або собаки-ловці ловлять) свиню, а мисливець підходить позаду собаки (собак), кидає свиню та прив'язує її. Часто помилково вважають, що цей тренінг став змагальним заходом для глядачів, який вперше відбувся у Віннфілді, штат Луїзіана, на заході, відомому як Випробування собак дядька Ерла. Вперше випробування були організовані в 1995 році в рамках святкування 100-річчя колишнього губернатора і відомого мисливця на свиней Ерла Лонга. У цих змаганнях група з п'яти суддів оцінює вміння собак утримувати кабана (загнати його в кут і змусити стояти нерухомо). Змагання класифікуються за віком собаки та кількістю собак, які намагаються взяти кабана. Цей вид спорту існував десятиліттями, перш ніж щорічні збори дядька Ерла узаконили його і перетворили на визнану державою подію. Травми на цих змаганнях трапляються рідко, оскільки собаки не можуть завдати серйозної шкоди стофунтовим кабанам, а на них завжди надягають захисні кевларові жилети або нашийники, якщо вони вступають у фізичний контакт зі свинею. Будь-який гончий собака, який впіймав свиню під час випробувань, дискваліфікується.

## Правовий статус
У США в штатах Алабама, Флорида, Луїзіана, Міссісіпі, Північна Кароліна та Південна Кароліна діють закони проти боїв тварин і притравлювання, які забороняють цькування свиней. У 2004 році штат Луїзіана заборонив хог-дог родео.